# Cadre-45/1-Weltmeisterschaft 1938

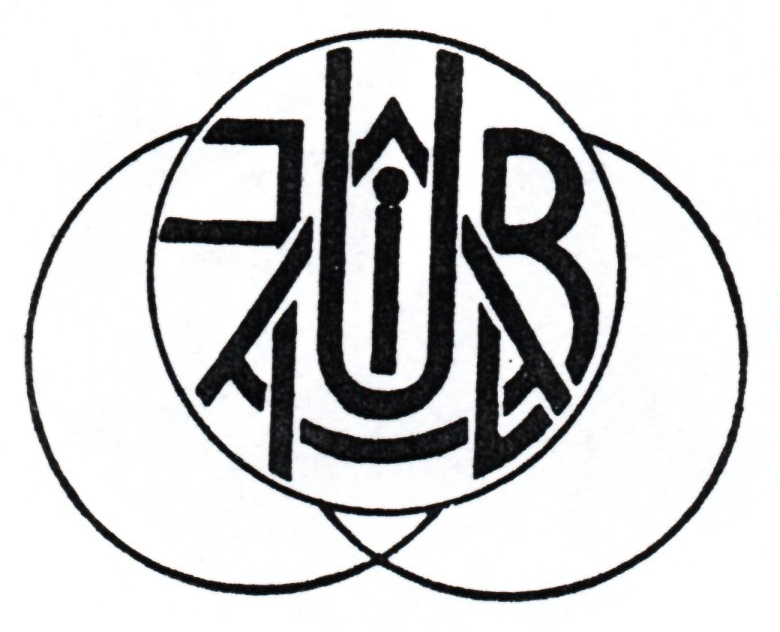
Logo UIFAB (ausrichtender Verband)

Veranstaltungsort: Antwerpen

Die Cadre-45/1-Weltmeisterschaft 1938 war die zwölfte und letzte Cadre 45/1 UIFAB-Weltmeisterschaft, die bis 1938 im Cadre 45/1 und ab 1967 im Cadre 47/1 ausgetragen wurde. Das Turnier fand vom 24. bis zum 27. Januar 1938 in Antwerpen statt. Es war die erste Cadre 47/1 Weltmeisterschaft in Belgien.

## Geschichte
Der Belgier René Gabriëls gewann seinen dritten Weltmeistertitel im Cadre 45/1. Er zog damit gleich mit dem Ägypter Edmond Soussa, der auch drei Titel gewann. Gabriëls gewann die Stichpartie um den Titel gegen den Franzosen Constant Côte.  Damit kam es zur Revenge für den Belgier. 1937 hatte Côte die Stichpartie um den Titel gewonnen. Da es die letzte Cadre 45/1 Weltmeisterschaft war, wurden auch endgültige Weltrekorde aufgestellt. Der Weltrekord im GD wurde von Côte auf 20,18 verbessert. Weltrekorde zählten auch ohne die Stichpartie. Auch der Weltrekord im Turnierdurchschnitt wurde auf 14,47 verbessert.

## Turniermodus
Es wurde eine Finalrunde im Round Robin System bis 300 Punkte gespielt. Bei MP-Gleichstand wird in folgender Reihenfolge gewertet:
1. MP = Matchpunkte
2. GD = Generaldurchschnitt
3. HS = Höchstserie

## Abschlusstabelle
| MP    | Match Points (Sieger = 2; Unentschieden = 1; Verlierer = 0) |
| Pkte. | Erzielte Karambolagen                                       |
| Aufn. | Benötigte Versuche                                          |
| GD    | Generaldurchschnitt                                         |
| BED   | Bester Einzeldurchschnitt eines Spielers                    |
| HS    | Höchstserie                                                 |
|       | Bester GD des Turniers                                      |
|       | Bester ED des Turniers                                      |
|       | Beste HS des Turniers                                       |
|       | 1. Platz (Gold)                                             |
|       | 2. Platz (Silber)                                           |
|       | 3. Platz (Bronze)                                           |

| Platz                                        | Name               | MP   | Pkte. | Aufn. | GD    | BED   | HS  |
| -------------------------------------------- | ------------------ | ---- | ----- | ----- | ----- | ----- | --- |
| 1                                            | René Gabriëls      | 12:2 | 2005  | 106   | 18,91 | 42,85 | 158 |
| 2                                            | Constant Côte      | 12:2 | 2034  | 96    | 21,18 | 30,00 | 152 |
| 3                                            | Jean Albert        | 8:6  | 1969  | 109   | 18,06 | 27,27 | 133 |
| 4                                            | Théo Moons         | 8:6  | 1956  | 125   | 15,64 | 15,00 | 148 |
| 5                                            | Walter Joachim     | 8:6  | 1889  | 147   | 12,85 | 17,64 | 92  |
| 6                                            | Louis Chassereau   | 4:10 | 1654  | 120   | 13,78 | 18,75 | 87  |
| 7                                            | Piet de Leeuw      | 4:10 | 1505  | 151   | 9,96  | 18,75 | 100 |
| 8                                            | Heinrich Schwarzer | 0:14 | 1123  | 138   | 8,13  | –     | 74  |
| Turnierdurchschnitt: 14,24                   |                    |      |       |       |       |       |     |
| Stichpartie                                  |                    |      |       |       |       |       |     |
| -                                            | René Gabriëls      | 2:0  | 300   | 8     | 37,50 | 37,50 | 118 |
| -                                            | Constant Côte      | 0:2  | 153   | 8     | 19,12 | –     | 138 |
| nach Stichpartie                             |                    |      |       |       |       |       |     |
| 1                                            | René Gabriël       | 14:2 | 2305  | 114   | 20,21 | 42,85 | 158 |
| 2                                            | Constant Côte      | 12:4 | 2187  | 104   | 21,02 | 30,00 | 152 |
| Turnierdurchschnitt: 14,47 (mit Stichpartie) |                    |      |       |       |       |       |     |